# 아나 얀시 클라벨
아나 얀시 클라벨(Ana Yancy Clavel, 1992년 4월 28일 ~ )은 엘살바도르의 미인 대회 우승자이다. 2012년 미스 엘살바도르 우승자이며 미스 유니버스 2012에서 엘살바도르 대표로 참가했다.